# در حالی که لب‌هایت هنوز سرخ است
«در حالی که لب‌هایت هنوز سرخ است» (While Your Lips Are Still Red) آهنگی‌ست که در سال ۲۰۰۷ با ترانه‌سرایی توماس هالوپاینن و مارکو هیتالا از گروه پنج نفرهٔ متال فنلاندی نایت‌ویش ساخته و منتشر شد. این آهنگ توسط هالوپاینن، هیتالا و یوکا نوالاینن برای فیلم فنلاندی مادرسالار، به کارگردانی و نویسندگی کارگردان مشهور فنلاندی مارکو پُلُنن اجرا شد؛ این فیلم در سپتامبر ۲۰۰۷ به نمایش درآمد. این آهنگ در تک‌آهنگ «جاوید» اثر نایت‌ویش گنجانده شده‌است، که در ۲۲ اوت ۲۰۰۷ بعنوان دومین تک‌آهنگ در ششمین آلبوم استودیویی‌شان، «بازی هوای نفس تاریک» قرار گرفت. این آهنگ در آلبوم زنده / گردآوری شدهٔ آنها، «ساخته‌شده در هنگ کنگ (و در دیگر مکان‌ها)» هم که محصول سال ۲۰۰۹ است قرار گرفته‌است.
«در حالی که لب‌هایت هنوز سرخ است» آهنگی رسمی از نایت‌ویش نمی‌باشد، اما هالوپاینن اظهار داشت که با انتشار هرگونه اثر تحت نامش راحت نیست. وبگاه نایت‌ویش به‌طور آشکار اظهار داشت که ترانه‌سرا و نوازندهٔ صفحه‌کلیدِ این آهنگ توماس هالوپاینن، مارکو هیتالا خواننده و یوکا نوالاینن نوازندهٔ درام آن هستند. در این آهنگ از خوانندهٔ زن یا گیتار استفاده نشده‌است. نوانمای این اثر نشان می‌دهد که هالوپاینن و هیتالا، نوالاینن، شخصی که در نوشتن ترانه نقشی ندارد، را ترک می‌کنند. توماس هالوپاینن در پس‌زمینه نیز زمزمه می‌کند.
این آهنگ در کنسرت‌ها به مناسبت‌های گوناگون اجرا می‌شده‌است، در حالی که امپو وورینن نوازندهٔ گیتار و انت اولزون بعنوان خوانندهٔ زن در پشت صحنه شرکت داشتند.

## نماهنگ
نماهنگ رسمی این آهنگ دربردارندهٔ برش‌هایی از فیلم مادرسالار، خوانندگی هیتالا و راه رفتن هالوپاینن کنار او است. نماهنگ در ۱۴ ژوئن ۲۰۰۷ روی یوتیوب منتشر شد.

## دست‌اندرکاران
- مارکو هیتالا - آهنگ‌سازی، خوانندهٔ رهبر، گیتار باس آکوستیک
- توماس هالوپاینن - آهنگ‌سازی، ترانه‌سرا، صفحه‌کلید، خوانندهٔ پس‌زمینه
- یوکا نوالاینن - درام، ساز کوبه‌ای

## نقدها و تفاسیر
- 'While Your Lips Are Still Red – Nightwish' Song Review on Stray Poetry